# August Terletzki
August Terletzki (* 1829 in Schönbrück, Ostpreußen; † 1901) war ein Orgelbauer in Elbing in Westpreußen.

## Leben
August Terletzkis Vater Joachim Terletzki, der auch als Orgelbauer tätig war, war Organist in Schönbrück. Nach der Lehre beim Vater eröffnete August Terletzki mit seinem Bruder Max 1857 die Orgelbauanstalt „Gebrüder Terletzki“ bzw. „Brüder August und Max Terletzki“. 1868 meldeten sie ein Patent für eine Windlade an. 1871 verließ Max Terletzki die Firma und gründete eine eigene in Königsberg in Ostpreußen. Bis dahin gab es etwa 60 Arbeiten der Firma.
Seit 1889 baute die Werkstatt pneumatische Trakturen in die Orgeln. Nachdem 1893 der Sohn gestorben war, der das Unternehmen übernehmen sollte, übergab August Terletzki dieses an seinen vormaligen Schüler Eduard Wittek, der es als Orgelbauanstalt August Terletzki, Elbing, Inhaber Ed. Wittek weiterführte. Bis dahin gab es etwa 130 Neubauten und Ausbesserungen an Orgeln. August Terletzki unterstützte die Firma bis zu seinem Tod 1901 mit seinem Rat.

## Werkliste (Auswahl)
Orgelneubauten
Von 1857 bis 1871 mit dem Bruder Max, von 1872 bis 1892 allein. Nicht mehr vorhandene Instrumente sind kursiv gesetzt.
| Jahr | Ort                   | Gebäude                                                                  | Bild | Manuale | Register | Bemerkungen                                                                     |
| ---- | --------------------- | ------------------------------------------------------------------------ | ---- | ------- | -------- | ------------------------------------------------------------------------------- |
| 1865 | Elbing                | St. Marien                                                               |      |         | 41       |                                                                                 |
| 1865 | Königsberg            | Reformierte Kirche                                                       |      |         |          | 1945 zerstört                                                                   |
| 1866 | Elbing                | Heilig Geist                                                             |      |         | 20       |                                                                                 |
| 1869 | Glottau (Głotowo)     | Kirche zum Erlöser und St. Florian                                       |      | II/P    | 29       | Prospekt wie in Notre Dame in Saint-Dizier (Frankreich), Orgel in gutem Zustand |
| 1870 | Dirschau (Tczew)      | Kath. Kirche                                                             |      |         | 19       |                                                                                 |
| 1872 | Braunsberg (Braniewo) | Ev. Kirche                                                               |      |         | 32       |                                                                                 |
| 1874 | Seeburg (Jeziorany)   | Kath. Kirche                                                             |      | III/P   | 30       | 1996–2001 durch Mollin restauriert                                              |
| 1879 | Marienburg (Malbork)  | Kirche von der immerwährenden Hilfe Mariens, vorher ev. St. Georgskirche |      | III/P   | 31       | erhalten                                                                        |
| 1881 | Löwenhagen            | Kirche                                                                   |      |         |          | nach 1945 zerstört                                                              |
| 1884 | Elbing                | Heilige Drei Könige                                                      |      | III/P   | 31       | 1937 durch Goebel ersetzt, 1945 zerstört                                        |
| 1887 | Dębniki (Kraków)      | Kath. Kirche                                                             |      | III/P   | 40       | ursprünglich in Großer Synagoge Danzig (Abb.), 1939 verkauft nach Dębniki       |
| 1890 | Danzig                | St. Peter und Paul                                                       |      | III/P   | 40       | 1945 zerstört                                                                   |
| 1891 | Danzig                | Marienkirche                                                             |      | IV/P    | 56       | 1945 zerstört – Orgel                                                           |
| ?    | Konitz                | Basilika Johannes Enthauptung                                            |      | ?       | ?        | 1947 aus der Mutter-Gottes-Verkündigunskirche in Konitz übertragen.             |

Salonorgeln
- 1875: Manila, Philippinen, 2 Orgeln, 6 und 8 Register
- 1877: Stockholm, Schweden, 6 Register
- 1878: Uleåborg, Schweden (heute Finnland), 7
- 1887: Berlin, 7
- 1888: Hamburg, Realgymnasium, 8
- 1888: Hamburg, Wilhelm-Gymnasium, 8
- 1891: Helsinki, Finnland